# Élections législatives de 1978 en Indre-et-Loire
Les élections législatives françaises de 1978 se déroulent les 12 et 19 mars 1978. Dans le département de Indre-et-Loire, quatre députés sont à élire dans le cadre de quatre circonscriptions.

## Élus
| Circonscription | Député sortant                           | Parti | Parti         | Député élu ou réélu  | Parti | Parti         |
| --------------- | ---------------------------------------- | ----- | ------------- | -------------------- | ----- | ------------- |
| 1re             | Jean Royer                               |       | Divers droite | Jean Royer           |       | Divers droite |
| 2e              | Jean Delaneau suppléant de Pierre Lepage |       | RI            | Jean Delaneau        |       | UDF (PR)      |
| 3e              | Fernand Berthouin                        |       | MRG           | Fernand Berthouin    |       | RPR           |
| 4e              | André-Georges Voisin                     |       | RPR           | André-Georges Voisin |       | RPR           |

## Résultats

### Résultats à l'échelle du département
| Parti          | Parti                              | Premier tour | Premier tour | Premier tour | Premier tour | Sièges |
| Parti          | Parti                              | Voix         | %            | Voix         | %            | Sièges |
| -------------- | ---------------------------------- | ------------ | ------------ | ------------ | ------------ | ------ |
|                | Rassemblement pour la République   | 49 647       | 19,63        | 68 944       | 26,48        | 2      |
|                | Divers droite                      | 36 948       | 14,61        | 33 252       | 12,77        | 1      |
|                | Union pour la démocratie française | 36 734       | 14,52        | 34 285       | 13,17        | 1      |
|                | Divers droite (gaulliste)          | 5 353        | 2,12         |              |              | 0      |
|                | Majorité présidentielle            | 128 682      | 50,87        | 136 481      | 52,42        | 4      |
|                |                                    |              |              |              |              |        |
|                | Parti socialiste                   | 64 097       | 25,34        | 123 859      | 47,58        | 0      |
|                | Parti communiste français          | 36 368       | 14,38        | Retrait      | Retrait      | 0      |
|                | Mouvement des radicaux de gauche   | 8 314        | 3,29         |              |              | 0      |
|                | Union de la gauche                 | 108 779      | 43,00        | 123 859      | 47,58        | 0      |
|                |                                    |              |              |              |              |        |
|                | Extrême gauche                     | 6 490        | 2,57         |              |              | 0      |
|                | Parti socialiste unifié            | 2 713        | 1,07         | 0            |              |        |
|                | Écologie 78                        | 2 119        | 0,84         | 0            |              |        |
|                | Divers                             | 1 943        | 0,77         | 0            |              |        |
|                | Mouvement des démocrates           | 1 742        | 0,69         | 0            |              |        |
|                | Extrême droite                     | 505          | 0,20         | 0            |              |        |
|                |                                    |              |              |              |              |        |
| Inscrits       | Inscrits                           | 316 231      | 100,00       | 316 219      | 100,00       | 4      |
| Abstentions    | Abstentions                        | 56 681       | 17,92        | 50 686       | 16,03        |        |
| Votants        | Votants                            | 259 550      | 82,08        | 265 533      | 83,97        |        |
| Blancs et nuls | Blancs et nuls                     | 6 577        | 2,53         | 5 193        | 1,96         |        |
| Exprimés       | Exprimés                           | 252 973      | 97,47        | 260 340      | 98,04        |        |

### Résultats par circonscription

#### Première circonscription (Tours)
| Candidat       | Candidat                 | Parti          | Premier tour | Premier tour | Second tour | Second tour |  |
| Candidat       | Candidat                 | Parti          | Voix         | %            | Voix        | %           |  |
| -------------- | ------------------------ | -------------- | ------------ | ------------ | ----------- | ----------- |  |
|                | Jean Royer sortant réélu | Divers droite  | 28 549       | 46,21        | 33 252      | 53,99       |  |
|                | Paul Lussault            | PS             | 13 874       | 22,46        | 28 337      | 46,01       |  |
|                | Jacques Vigier           | PCF            | 11 538       | 18,68        | Retrait     | Retrait     |  |
|                | Jean-Paul Locquet        | RPR            | 3 157        | 5,11         |             |             |  |
|                | Louis Bouchon            | Écologie 78    | 2 119        | 3,43         |             |             |  |
|                | Marie-Ève Cartier-Périsé | PSD            | 1 042        | 1,69         |             |             |  |
|                | Chantal Sornin           | LO             | 741          | 1,2          |             |             |  |
|                | Frédéric Castello        | LCR            | 483          | 0,78         |             |             |  |
|                | Claude Massé             | Divers droite  | 280          | 0,45         |             |             |  |
|                |                          |                |              |              |             |             |  |
| Inscrits       | Inscrits                 | Inscrits       | 78 802       | 100,00       | 78 784      | 100,00      |  |
| Abstentions    | Abstentions              | Abstentions    | 16 201       | 20,56        | 16 072      | 20,4        |  |
| Votants        | Votants                  | Votants        | 62 601       | 79,44        | 62 712      | 79,6        |  |
| Blancs et nuls | Blancs et nuls           | Blancs et nuls | 818          | 1,31         | 1 123       | 1,79        |  |
| Exprimés       | Exprimés                 | Exprimés       | 61 783       | 98,69        | 61 589      | 98,21       |  |

#### Deuxième circonscription (Langeais - Château-Renault)
| Candidat       | Candidat                    | Parti          | Premier tour | Premier tour | Second tour | Second tour |  |
| Candidat       | Candidat                    | Parti          | Voix         | %            | Voix        | %           |  |
| -------------- | --------------------------- | -------------- | ------------ | ------------ | ----------- | ----------- |  |
|                | Jean Delaneau sortant réélu | UDF (PR)       | 28 217       | 44,63        | 34 285      | 51,82       |  |
|                | Jean Lelong                 | PS             | 20 243       | 32,02        | 31 883      | 48,18       |  |
|                | Gilbert Dupin               | PCF            | 7 438        | 11,76        |             |             |  |
|                | Serge Brindet               | Divers         | 1 943        | 3,07         |             |             |  |
|                | Évelyne Michon              | PSD            | 1 754        | 2,77         |             |             |  |
|                | Renaud Chauvet              | PSU (FA)       | 1 307        | 2,07         |             |             |  |
|                | Michel Bodry                | LO             | 1 116        | 1,77         |             |             |  |
|                | Daniel Fleury               | LCR            | 699          | 1,11         |             |             |  |
|                | Fabrice O'Driscoll          | Extrême droite | 505          | 0,8          |             |             |  |
|                |                             |                |              |              |             |             |  |
| Inscrits       | Inscrits                    | Inscrits       | 79 362       | 100,00       | 79 340      | 100,00      |  |
| Abstentions    | Abstentions                 | Abstentions    | 14 325       | 18,05        | 11 923      | 15,03       |  |
| Votants        | Votants                     | Votants        | 65 037       | 81,95        | 67 417      | 84,97       |  |
| Blancs et nuls | Blancs et nuls              | Blancs et nuls | 1 815        | 2,79         | 1 249       | 1,85        |  |
| Exprimés       | Exprimés                    | Exprimés       | 63 222       | 97,21        | 66 168      | 98,15       |  |

#### Troisième circonscription (Loches)
| Candidat       | Candidat           | Parti                     | Premier tour | Premier tour | Second tour | Second tour |  |
| Candidat       | Candidat           | Parti                     | Voix         | %            | Voix        | %           |  |
| -------------- | ------------------ | ------------------------- | ------------ | ------------ | ----------- | ----------- |  |
|                | Jean Castagnou élu | RPR                       | 12 451       | 21,78        | 30 001      | 50,01       |  |
|                | Christiane Mora    | PS                        | 11 569       | 20,24        | 29 984      | 49,99       |  |
|                | Lucette Chapeau    | PCF                       | 8 534        | 14,93        |             |             |  |
|                | André Carrêté      | UDF (Rad)                 | 8 517        | 14,9         |             |             |  |
|                | André Chollet      | MRG                       | 6 305        | 11,03        |             |             |  |
|                | Gilbert Buron      | Divers droite (Gaulliste) | 5 353        | 9,36         |             |             |  |
|                | Jean-Louis Simon   | PSD                       | 2 782        | 4,87         |             |             |  |
|                | Gérald Henry       | LO                        | 1 251        | 2,19         |             |             |  |
|                | Henri Perret       | CNIP                      | 402          | 0,7          |             |             |  |
|                |                    |                           |              |              |             |             |  |
| Inscrits       | Inscrits           | Inscrits                  | 70 000       | 100,00       | 70 038      | 100,00      |  |
| Abstentions    | Abstentions        | Abstentions               | 10 921       | 15,6         | 8 699       | 12,42       |  |
| Votants        | Votants            | Votants                   | 59 079       | 84,4         | 61 339      | 87,58       |  |
| Blancs et nuls | Blancs et nuls     | Blancs et nuls            | 1 915        | 3,24         | 1 354       | 2,21        |  |
| Exprimés       | Exprimés           | Exprimés                  | 57 164       | 96,76        | 59 985      | 97,79       |  |

#### Quatrième circonscription (Chinon)
| Candidat       | Candidat                           | Parti          | Premier tour | Premier tour | Second tour | Second tour |  |
| Candidat       | Candidat                           | Parti          | Voix         | %            | Voix        | %           |  |
| -------------- | ---------------------------------- | -------------- | ------------ | ------------ | ----------- | ----------- |  |
|                | André-Georges Voisin sortant réélu | RPR            | 34 039       | 48,07        | 38 943      | 53,64       |  |
|                | Jean Proveux                       | PS             | 18 411       | 26           | 33 655      | 46,36       |  |
|                | Jean-Claude Guillon                | PCF            | 8 858        | 12,51        |             |             |  |
|                | Alain Saint-Cricq                  | PSD            | 2 139        | 3,02         |             |             |  |
|                | Robert Degré                       | MRG            | 2 009        | 2,84         |             |             |  |
|                | Robert Lefèvre                     | MDD            | 1 742        | 2,46         |             |             |  |
|                | Catherine Pinguet                  | LO             | 1 737        | 2,45         |             |             |  |
|                | Baudouin de Rochebrune             | PSU (FA)       | 1 406        | 1,99         |             |             |  |
|                | Jacques Garry                      | OCT            | 463          | 0,65         |             |             |  |
|                |                                    |                |              |              |             |             |  |
| Inscrits       | Inscrits                           | Inscrits       | 88 067       | 100,00       | 88 057      | 100,00      |  |
| Abstentions    | Abstentions                        | Abstentions    | 15 234       | 17,3         | 13 992      | 15,89       |  |
| Votants        | Votants                            | Votants        | 72 833       | 82,7         | 74 065      | 84,11       |  |
| Blancs et nuls | Blancs et nuls                     | Blancs et nuls | 2 029        | 2,79         | 1 467       | 1,98        |  |
| Exprimés       | Exprimés                           | Exprimés       | 70 804       | 97,21        | 72 598      | 98,02       |  |